# Liste der Baudenkmäler in Herbstadt
Auf dieser Seite sind die Baudenkmäler in der unterfränkischen Gemeinde Herbstadt zusammengestellt. Diese Tabelle ist eine Teilliste der Liste der Baudenkmäler in Bayern. Grundlage ist die Bayerische Denkmalliste, die auf Basis des Bayerischen Denkmalschutzgesetzes vom 1. Oktober 1973 erstmals erstellt wurde und seither durch das Bayerische Landesamt für Denkmalpflege geführt wird. Die folgenden Angaben ersetzen nicht die rechtsverbindliche Auskunft der Denkmalschutzbehörde.

## Baudenkmäler nach Gemeindeteilen

### Herbstadt
| Lage                                                   | Objekt                                    | Beschreibung | Akten-Nr.                       | Bild           |
| ------------------------------------------------------ | ----------------------------------------- | --- | ------------------------------- | -------------- |
| Au; am Ortsausgang nach Ottelmannshausen (Standort)    | Bildstock                                 | Über Inschriftkämpfer ovaler Bildstein: Relief Schweißtuch der Veronika, gerahmt von den Arma Christi, seitlich Heilige, Rückseite Kreuzigung mit Stifterbildnis, Sandstein, bezeichnet „1620“, mit Steinmetzzeichen | D-6-73-131-18 Wikidata          | weitere Bilder |
| Au; am Ortsausgang nach Ottelmannshausen (Standort)    | Heiligenhäuschen                          | Sandstein, szenisches Relief, Barock, 18. Jahrhundert | D-6-73-131-16 Wikidata          | weitere Bilder |
| Franz-Wabler-Straße 20 (Standort)                      | Pfarrhaus                                 | Zweigeschossiger freistehender Satteldachbau, massives Erdgeschoss, Fachwerkobergeschoss, verputzt, rundbogiges Hausportal mit Wappenstein, Renaissance, bezeichnet „1613“ | D-6-73-131-3 Wikidata           | weitere Bilder |
| Hauptstraße 23 (Standort)                              | Bauernwohnhaus                            | In Ecklage, eingeschossiger traufständiger Mansardgiebeldachbau mit Krüppelwalm, Fachwerkhaus verputzt, 18./19. Jahrhundert | D-6-73-131-14 Wikidata          | weitere Bilder |
| Julius-Echter-Straße 6 (Standort)                      | Bauernhaus                                | In Ecklage, eingeschossiges Wohnstallhaus, Fachwerk mit Satteldach, 17./18. Jahrhundert | D-6-73-131-13 Wikidata          | weitere Bilder |
| Julius-Echter-Straße 12 (Standort)                     | Hoftor mit Pforte                         | Drei Pfeiler klassizistisch, Sandstein, um 1800 | D-6-73-131-6 Wikidata           | weitere Bilder |
| Julius-Echter-Straße 13 (Standort)                     | Bauernhaus                                | Eingeschossiger giebelständiger Wohnbau, verputztes Fachwerk auf Werksteinsockel, Giebel verschiefert, um 1800 | D-6-73-131-15 Wikidata          | weitere Bilder |
| Julius-Echter-Straße 15 (Standort)                     | Bauernhaus                                | Zweigeschossiger Fachwerkbau mit Satteldach und Hausteinsockel, Mitte 18. Jh., Mitte 19. Jh. verschiefert Nebengebäude, zweigeschossiger Walmdachbau mit Fachwerkobergeschoss und Laube, 2. Hälfte 18. Jh. Hoftor mit zwei Pfeilern, 2. Hälfte 18. Jh. Hofpforte, Mitte 18. Jh. bekrönt von neugotischer Sandsteinfigur der Maria Himmelskönigin, Ende 19. Jh. | D-6-73-131-43                   | weitere Bilder |
| Lindenhügel, westlich vor der Kirche (Standort)        | Mariensäule                               | Barocke Sandsteinskulptur, zweite Hälfte 17. Jahrhundert, auf Sockel, bezeichnet „1858“ | D-6-73-131-2 Wikidata           | weitere Bilder |
| Lindenhügel 1 (Standort)                               | Katholische Pfarrkirche Heilig Kreuz      | Massivbau, neugotischer Saalbau mit Satteldach, bezeichnet 1851, spätgotischer Chorturm 15. Jahrhundert, mit Zwiebelhaube mit Laterne erstes Viertel 17. Jahrhundert; mit Ausstattung | D-6-73-131-1 Wikidata           | weitere Bilder |
| Lindenhügel (Standort)                                 | Kirchhofmauer                             | Naturstein, 18. Jahrhundert, erweitert 19. Jahrhundert | D-6-73-131-1 zugehörig Wikidata | weitere Bilder |
| Lindenhügel (Standort)                                 | Friedhofskreuz                            | Neugotisch, Sandstein, um 1850 | D-6-73-131-1 Wikidata           | weitere Bilder |
| Lindenhügel 1 (Standort)                               | Kriegerdenkmal                            | Relief, Drachenkampf des Heiligen Georg, Kalkstein, um 1920 | D-6-73-131-1 Wikidata           | weitere Bilder |
| Lindenhügel (Standort)                                 | Mariengrotte                              | Tuffstein mit Stuckfigur, um 1900 | D-6-73-131-1 Wikidata           | weitere Bilder |
| Lindenhügel 3 (Standort)                               | Schulhaus                                 | Zweigeschossiger Bau mit flach geneigtem Satteldach, Erdgeschoss massiv, Obergeschoss verschindeltes Fachwerk, im Kern vielleicht noch 1599, Portal und Türblatt Ende 18. Jahrhundert, Dach Ende 19. Jahrhundert | D-6-73-131-5 Wikidata           | weitere Bilder |
| Lindenhügel 5 (Standort)                               | Ehemaliges Rathaus, später Dorfgaststätte | Zweigeschossiger Walmdachbau, in den Hang gebautes Kellergeschoss und Erdgeschoss in Sandstein mit profilierten Renaissancefenstern, Obergeschoss in Fachwerk, Freitreppe, um 1600; mit Ausstattung | D-6-73-131-4 Wikidata           | weitere Bilder |
| Schleegrund, am Hohen Kreuz (Standort)                 | Heiligenhäuschen                          | Mit Relief der Marienkrönung, Sandstein, 18. Jahrhundert | D-6-73-131-36 Wikidata          | BW             |
| Schmiedstor, östlich der Ortschaft, am Bach (Standort) | Bildstock                                 | Reliefs: Kreuzigungsgruppe und heiliger Nepomuk, Sandstein, 19. Jahrhundert | D-6-73-131-17 Wikidata          | BW             |
| Schulzengasse 1 (Standort)                             | Bauernhof, Wohnhaus                       | Über Sockelgeschoss zweigeschossiges giebelständiges Halbwalmdachhaus, Sockel- und Erdgeschoss mit gequaderten Ecklisenen, Obergeschoss verputztes Fachwerk, bezeichnet „1826“ | D-6-73-131-12 Wikidata          | weitere Bilder |
| Schulzengasse 1 (Standort)                             | Bauernhof, Fußgängerpforte                | Torpfosten und Hofmauer mit angebautem Nebengebäude, Sandstein, um 1825 | D-6-73-131-12 Wikidata          | weitere Bilder |
| Schulzengasse 1 (Standort)                             | Bauernhof, Nebengebäude                   | Eingeschossiger Fachwerkbau mit Krüppelwalmdach, 19. Jahrhundert | D-6-73-131-12 Wikidata          | weitere Bilder |
| Schulzengasse 2 (Standort)                             | Bauernwohnhaus                            | Zweigeschossiger Satteldachbau in Ecklage zur Julius-Echter-Straße, Fachwerk verputzt, 1794 | D-6-73-131-11 Wikidata          | weitere Bilder |
| Schulzengasse 2 (Standort)                             | Bauernwohnhaus                            | Zweigeschossiger Satteldachbau in Ecklage zur Julius-Echter-Straße, Fachwerk verputzt, 1794 | D-6-73-131-11 Wikidata          | weitere Bilder |
| Sigmundsgasse 1 (Standort)                             | Hofpforte                                 | Sandstein, spitzbogig, nachgotisch, (bez. 16??), 1. Hälfte 17. Jh. Türblatt frühes 19. Jh. | D-6-73-131-53                   | BW             |
| Unteres Tor 1 ()                                       | Torpfeiler und Pforte                     | Sandstein, 1797 | D-6-73-131-9                    |                |

### Breitensee
| Lage                                            | Objekt                              | Beschreibung | Akten-Nr.              | Bild           |
| ----------------------------------------------- | ----------------------------------- | --- | ---------------------- | -------------- |
| Dorfstraße 11 (Standort)                        | Wohnhaus                            | Über Natursteinsockel zweistöckiger giebelständiger Satteldachbau, mit Zierfachwerk und geschnitzten Eckständern, 17. Jahrhundert                                                           | D-6-73-131-22 Wikidata | BW             |
| Dorfstraße 11, 13 ()                            | Scheune eines Dreiseithofes         | giebelständiger zweigeschossiger Massivbau mit einseitig halb abgewalmtem Satteldach, 18. Jahrhundert, 2. Hälfte 19. Jahrhundert nach Norden verlängert                                     | D-6-73-131-49          |                |
| Dorfstraße 29 (Standort)                        | Bildstock                           | Reliefs: Marienkrönung und Stifterpaar vor Kreuzigungsgruppe, Sandstein, bezeichnet „1689“ und erneuert 1862                                                                                | D-6-73-131-23 Wikidata | BW             |
| In Breitensee, an der Friedhofsmauer (Standort) | Kreuzweg                            | 14 gleichzeitig als Grabsteine dienende Kreuzwegstationen, Kalksteinstelen mit flacher Rundbogennische mit Relief, um 1960/70                                                               | D-6-73-131-51 Wikidata | weitere Bilder |
| Kirchenweg 10 (Standort)                        | Katholische Pfarrkirche St. Michael | Massive verputzte Saalkirche mit Walmdach, eingezogener polygonaler Chor, Chorseitenturm mit Spitzhelm, Turmunterbau spätgotisch, Chor und Langhaus nachgotisch, 1595–1598; mit Ausstattung | D-6-73-131-21 Wikidata | weitere Bilder |

### Dörfleshof
Ehemaliges Klostergut Ottelmannshausen des Klosters Veßra, jetzt Dörfleshof (Lage), vierflügelige Hofanlage:
- ältester Bauteil: über hohem Kellergeschoss zweigeschossiger Steinbau mit Satteldach, Freitreppe vor der Giebelseite, bezeichnet 1519, 1522 und 1687, gewölbter Keller
- eingeschossiges Stallgebäude mit Satteldach und Zwerchhaus, Sandsteinquader, 2. Hälfte 19. Jh.
- langgestreckte Zehntscheune, Bruchstein und Fachwerk, mit hohem Satteldach, 18. Jh.
- Schafstall mit Satteldach, Bruchsteinmauerwerk, 18. Jh.
- zweieinhalbgeschossiges Stallgebäude mit Satteldach, untere Geschosse Bruchstein und Haustein verputzt, Kniestock in Fachwerk, im Kern um 1700, mit an der westlichen Giebelfront angefügtem eineinhalbgeschossigem Stallgebäude mit Satteldach, Erdgeschoss Sandsteinquader, Kniestock Fachwerk, um 1850
- im Hof Pächterhaus, zweigeschossiger Satteldachbau, Erdgeschoss massiv, Obergeschoss Fachwerk, verputzt, im Kern um 1700, überformt
- Inschriftenplatten zu den von Bibra aus Irmelshausen

Aktennummer D-6-73-131-32.

### Ottelmannshausen
| Lage                                                       | Objekt                                                  | Beschreibung | Akten-Nr.              | Bild           |
| ---------------------------------------------------------- | ------------------------------------------------------- | --- | ---------------------- | -------------- |
| Alter Schulweg, am Ortsausgang nach Herbstadt (Standort)   | Heiligenhäuschen                                        | Prozessionsaltar, Sandstein, 18./19. Jahrhundert | D-6-73-131-33 Wikidata | BW             |
| Dörfleshöfer Weg (Standort)                                | Sühnekreuz                                              | Roh behauenes Sandsteinkreuz, spätmittelalterlich | D-6-73-131-41 Wikidata | BW             |
| Dorfplatz 2 (Standort)                                     | Hausfigur                                               | Herzjesufigur, gefasste Holzstatue, 18./19. Jahrhundert | D-6-73-131-29 Wikidata | weitere Bilder |
| Dorfplatz 4 (Standort)                                     | Pforte                                                  | Mit Profilierungen und Schulterbogen, Sandstein, bezeichnet „1772“ | D-6-73-131-30 Wikidata | weitere Bilder |
| Dorfplatz 22 (Standort)                                    | Katholische Filialkirche St. Lorenz                     | Neuromanischer Sandsteinsaalbau mit Apsis und Giebeldachturm, Langhaus mit Flachsatteldach, Dachturm mit Spitzhelm, 1846–49; mit Ausstattung                                                                                             | D-6-73-131-27 Wikidata | weitere Bilder |
| Hinter der Kirche, an der Straße nach Herbstadt (Standort) | Bildstock                                               | Von Kreuz mit IHS-Symbol bekrönte Säule, Sandstein, 19. Jahrhundert | D-6-73-131-40 Wikidata | weitere Bilder |
| In Ottelmannshausen (Standort)                             | Kriegerdenkmal für die Gefallenen der beiden Weltkriege | Ehrentafel mit Relief eines sterbenden Soldaten unter Dreiecksgiebel mit Kreuz und Eichenlaub, Sandstein, Mitte 20. Jahrhundert, daneben Gedenkstein für die Kriegsteilnehmer im Ersten Weltkrieg der Familie Albert, Sandstein, um 1930 | D-6-73-131-28 Wikidata | BW             |
| St 2275 (Standort)                                         | Kilometerstein                                          | Sandstein, nach 1872 | D-6-73-131-42          | BW             |

## Ehemalige Baudenkmäler
In diesem Abschnitt sind Objekte aufgeführt, die früher einmal in der Denkmalliste eingetragen waren, jetzt aber nicht mehr. Objekte, die in anderem Zusammenhang – also z. B. als Teil eines Baudenkmals – weiter eingetragen sind, sollen hier nicht aufgeführt werden. Aktennummern in diesem Abschnitt sind ehemalige, jetzt nicht mehr gültige Aktennummern.

| Lage                                                                               | Objekt                                    | Beschreibung                                                                                                  | Akten-Nr.              | Bild           |
| ---------------------------------------------------------------------------------- | ----------------------------------------- | --- | ---------------------- | -------------- |
| Herbstadt Hauptstraße 21 (Standort)                                                | Bauernhof                                 | Zweite Hälfte 19. Jahrhundert                                                                                 | D-6-73-131-8 Wikidata  | BW             |
| Herbstadt In Herbstadt; am Ortsausgang nach Breitensee, unter der Linde (Standort) | Sockel eines ehemaligen Heiligenhäuschens | Sandstein, 18./19. Jahrhundert                                                                                | D-6-73-131-19 Wikidata | BW             |
| Herbstadt Julius-Echter-Straße 2 (Standort)                                        | Pforte                                    | 18. Jahrhundert                                                                                               | D-6-73-131-10 Wikidata | BW             |
| Prinzengasse 2 (Standort)                                                          | Hoftorpfeiler und Pforte mit Wappen       | Sandstein, um 1800                                                                                            | D-6-73-131-7 Wikidata  | BW             |
| Herbstadt Schleegrund, Am Hohen Kreuz (Standort)                                   | Sühnekreuz                                | | D-6-73-131-20 Wikidata | BW             |
| Breitensee Hinterm Dorf; am Feldweg südlich der Kirche (Standort)                  | Heiligenhäuschen                          | Sandstein, 18./19. Jahrhundert                                                                                | D-6-73-131-24 Wikidata | weitere Bilder |
| Breitensee Hinterm Dorf; am Feldweg südlich der Kirche (Standort)                  | Heiligenhäuschen                          | Sandstein, Aufsatz 18. Jahrhundert, Sockel 20. Jahrhundert, mit Vierzehnheiligen-Scheibe Ende 20. Jahrhundert | D-6-73-131-25 Wikidata | BW             |
| Breitensee Wüstensee; an der Neuen Straße nordwestlich des Ortes (Standort)        | Heiligenhäuschen                          | Sandstein, 18./19. Jahrhundert                                                                                | D-6-73-131-26 Wikidata | BW             |
| Ottelmannshausen Am Sportplatz, Ecke Gartenweg (Standort)                          | Heiligenhäuschen                          | Prozessionsaltar, Sandstein, 18./19. Jahrhundert                                                              | D-6-73-131-35          | BW             |
| Ottelmannshausen Königshöfer Straße 5 (Standort)                                   | Heiligenhäuschen (Prozessionsaltar)       | Sandstein, 18./19. Jahrhundert                                                                                | D-6-73-131-31          | BW             |
| Ottelmannshausen Kühweg; an der Straße zum Dörfleshof ()                           | Heiligenhäuschen (Prozessionsaltar)       | Sandstein, 18./19. Jahrhundert                                                                                | D-6-73-131-34          |                |